# Vanilla Ninja
Vanilla Ninja es una banda estonia de rock originaria de Tallin compuesta por tres chicas y que ha logrado bastante éxito en países como Alemania, Austria y Suiza. Se formó en el 2002 pero no fue hasta un año después, que sacaron su primer disco "Vanilla Ninja", el cual contenía temas tanto en inglés como en estonio. Desde su sencillo debut, "Club Kung Fu" (2003), Vanilla Ninja ha obtenido grandes éxitos, sobre todo en Europa Central, con los temas "Tough Enough", "When the Indians Cry", "Blue Tattoo" y "I Know".
Participaron en el Festival de Eurovisión (2005) representando a Suiza y alcanzando el éxito con el tema "Cool Vibes", terminando octavas en la gran final. Estuvieron también, en las ediciones del Eurolaul (preclasificación estona para elegir el participante de Eurovision) de los años 2003, 2004 y 2007, sin lograr la clasificación.
En el 2008 firman con el sello Broken Records International S.A. y fueron invitadas a representar a Estonia en el Festival Internacional de la Canción de Viña del Mar, en Viña del Mar, Chile. Tuvieron gran éxito ganando la Gaviota de Plata como Mejor Intérprete con la canción Birds of Peace, además de ser la sensación de esta edición del Festival, dado su trayectoria, glamour, belleza y su indiscutible calidad musical.
Hasta ahora, Vanilla Ninja lanzó cuatro álbumes en Europa: "Vanilla Ninja" (2003), "Traces of Sadness" (2004), "Blue Tattoo" (2005) y "Love is War" (2006).
Vanilla Ninja ha conseguido una gran base de seguidores en Europa (sobre todo en el Reino Unido), Japón, Estados Unidos, Australia. Muchos de sus videos fueron subidos a YouTube y otros servidores de videos.
Vanilla Ninja anunció su regreso en 2019 únicamente con 2 de los 5 miembros originales que son Lenna Kuurmaa, Piret Järvis y el nuevo miembro que es Kerli Kivilaan y dicho regreso realizaron el lanzamiento de su quinto álbum de estudio titulado "Encore" en octubre de 2021.

## Historia

### Creación, exposición y álbum debut
Vanilla Ninja se formó en el 2002 y su formación original consistía en Maarja Kivi (voz y bajos), Lenna Kuurmaa (voz y guitarras), Katrin Siska (voz y teclados) y Piret Järvis (voz y guitarras). A pesar de que todas las integrantes eran, en realidad, vocalistas, la voz principal se repartía entre Lenna y Maarja. En sus comienzos, Vanilla Ninja era producido por Sven Löhmus, un conocido personaje en los Estados Bálticos.
En el año 2001, Maarja había participado en "Eurolaul", la preclasificación estona para Eurovision, pero terminó séptima. Sin embargo, gracias a esta participación, Peep Vadla, gerente de TopTEN, la eligió para integrar una nueva banda que estaba formando. Vadla eligió para acompañarla a la semifinalista del "Fizz Superstar 2002", Lenna Kuurmaa, de 17 años, quién cantaría y tocaría la guitarra. Sven Löhmus introdujo a Katrin Siska y Piret Järvis, que estaban interesadas en el proyecto. Así fue que Vanilla Ninja se formó y salió a la luz. El nombre fue pensado por Piret y Löhmus: "Vanilla" por la suavidad y el color de sus cabellos, y "Ninja" por la música aguerrida y roquera que hacían. Maarja Kivi fue elegida para liderar la banda y así el recién formado Vanilla Ninja logró conseguir cierta exposición mediática, a pesar de que ninguna de sus integrantes había logrado éxito en Estonia hasta ese momento.
A pesar de que Maarja era amiga de Lenna desde tiempos anteriores a la banda, y, por otro lado, Piret y Katrin habían tocado juntas anteriormente, el grupo fue rotulado como una "banda manufacturada" por el periodismo especializado.
En el año 2003, Vanilla Ninja participó en la preselección para Eurovisión por Estonia (Eurolaul) con la canción "Club Kung Fu" (Compuesta por Piret y Löhmus). La banda demostró un altísimo grado de popularidad superando por mucho a las demás bandas en los votos telefónicos (Obteniendo 37.044 votos). Sin embargo, Estonia no decide su ganador por este medio, sino por un jurado. El mismo (compuesto por figuras como Michael Ball) pareció no coincidir con la opinión de la gente y relegó a Vanilla Ninja al noveno lugar. (Bastante bajo teniendo en cuenta que eran diez participantes.) Después de este certamen, Vanilla Ninja comenzó un tour promocional por Estonia junto con Ruffus, vencedores de la preselección.
Aun así, la popularidad y la exposición de la canción creó el entorno ideal para la edición de su primer disco "Vanilla Ninja" (2003). Incluyendo la versión original de "Club Kung Fu" junto con un remix y otros 13 temas de pop-rock (con letras en inglés y estonio), el álbum alcanzó gran éxito y lanzó a la banda al mainstream de Estonia. Con este objetivo cumplido, la banda se propuso lograr éxito en otros países de Europa como Alemania, Suiza y Austria.

### Expansión Europea
Gracias al éxito obtenido en Estonia, en noviembre de 2003, Vanilla Ninja fue presentado a la compañía discográfica BROS Music y al productor David Brandes. La banda, entonces, se lanzó a la conquista de tres países de habla germana: Suiza, Austria y por supuesto, Alemania. Para conseguir el objetivo, la banda optó por una canción nueva, "Tough Enough" (cuyo video fue filmado en un club de Box en Alemania), en lugar del ya clásico "Club Kung Fu". El nuevo tema era también de un estilo pop-rock y fue lanzado el 8 de diciembre en Alemania, el 4 de enero de 2004 en Austria y el 8 de febrero en Suiza. "Tough Enough" logró ser un tema muy exitoso, consiguiendo una gran difusión en el popular canal de TV "VIVA Music Video Channel" y alcanzando el Top20 de las listas alemanas y austríacas. La canción fue también usada para juegos de baile como "Dance Dance Revolution ULTRAMIX 2" e "In The Groove". Con "Tough Enough" Vanilla Ninja tuvo su primer gran recital en el "Bravo Supershow"
Después del lanzamiento de "Tough Enough", Vanilla Ninja lanzó "Club Kung Fu" en Alemania y de un tercer sencillo, "Don't Go Too Fast" (cuyo video se situó en una cárcel para mujeres), tanto en Alemania (4 de abril) como en Austria (5 de abril). (En marzo el nuevo sencillo fue lanzado en Suiza aunque no alcanzó el top100). "Don't Go Too Fast" no llegó al top20 ni de Alemania ni de Austria y fue rápidamente seguido por el lanzamiento de un nuevo sencillo, "Liar", y (en junio de 2004) del segundo álbum de larga duración titulado "Traces of Sadness" (2004). Este disco incluía el tema "Tough Enough" y "Don't Go Too Fast" junto con otros temas como "When the Indians Cry", "Liar" y "Metal Queen". Estos dos últimos temas fueron usados en el juego electrónico de batería "Drummania".
"Traces of Sadness" (2004) logró convertirse en disco de oro tras vender 100.000 copias.

### Clasificación para el Festival de la Canción de Eurovisión de 2005
A pesar de que, en un principio, Vanilla Ninja no había obtenido gran éxito en las listas de Suiza (como sí lo había conseguido en Alemania y Austria) la banda se tornaba cada vez más popular entre los suizos. Consiguientemente, el segundo larga duración, "Traces of Sadness" (2004), logró alcanzar el puesto #14 en el país alpino. Aun así, nadie hubiese apostado que los electores de ese país las eligiesen para representarlos en el "Eurovision Song Contest" de 2005. Suiza venía sufriendo malos resultados en las últimas ediciones de "Eurovision" (culminando en la obtención de "Nul-Points" -Cero puntos- en las semifinales de la competición de 2004) entonces, fue así como, gracias a la popularidad obtenida por Vanilla Ninja en Suiza y otros países europeos, los electores helvéticos las eligieron como sus representantes para Eurovision 2005.
El anuncio provocó el enojo de alguna gente, en especial los nativos de Estonia, que creían que el grupo debía representar su país de origen y no otro con el que no tuvieran relación alguna. También en Suiza hubo cierta oposición argumentando que ninguna integrante del grupo era suiza. Sin embargo, los electores respondieron que la canción iba a tener un "componente" suizo puesto que la canción también estaría escrita por David Brandes (productor de Vanilla Ninja). Irónicamente, aunque Brandes nació en Suiza y fue al colegio allí, él es, esencialmente, alemán.
Poco después de que el anuncio hubiese estado afirmado y rectificado, la elección fue suspendida momentáneamente. Sucedió que Maarja Kivi dejó la banda (por un embarazo) y en su lugar entró Triinu Kivilaan que tenía, en ese momento, sólo 15 años, y esto contradecía la regla que dice que la edad mínima para participar en Eurovision debe ser de 16 años. Triinu aseguró tener 17, pero tras de una investigación a cargo de los electores suizos se descubrió que su verdadera fecha de nacimiento es el 13 de enero de 1989.
Fuertes rumores circulaban de que Maarja Kivi había tenido un romance con el mánager de la banda, Rene Meriste, y había quedado embarazada. Lo más sorprendente fue que ambos dejaron la banda después de la noticia del embarazo, dándole mucho que hablar a quienes especulaban con la veracidad de estos rumores.
Triinu tuvo que rivalizar el puesto de bajista/vocalista de Vanilla Ninja con Charlene Rennit. Debido a la similitud de la apariencia física entre Maarja y Triinu, fue ella la elegida. Sin embargo se tomó la historia de Charlene Rennit y se dijo que Triinu tenía 17 años. (Desmentido luego).
Todo indicaba que sería el final de Vanilla Ninja como representantes suizas de Eurovision 2005, cuando los electores optaron por mantener su decisión argumentando que, aunque Triinu tenía efectivamente 15 años, cumpliría los 16 antes de que comience la competición y esto era completamente válido. (El mismo día de comienzo del Eurovision era considerada la fecha límite para la edad). Esto enojó más aún a la oposición creyendo que los electores habían acomodado y quebrado las reglas internas para permitir la participación de Vanilla Ninja. Aun así, las críticas no hicieron mella y la decisión se mantuvo.

### Mayor éxito en las listas musicales
Después de su selección para participar en Eurovision 2005, Vanilla Ninja continuó con su éxito europeo, editando el sencillo "Liar", el cual ingresó en el top20 de Alemania y Austria pero no tuvo el mismo éxito en Suiza donde alcanzó el puesto #43 como máximo, a pesar del anuncio de Eurovision. Sin embargo, no fue hasta el próximo sencillo cuando obtuvieron el mayor éxito hasta la fecha y con el que alcanzaron el top10 alemán por primera vez.
"When the Indians Cry", su quinto sencillo centroeuropeo, fue la primera balada de Vanilla Ninja. El videoclip tenía, por primera vez como protagonista, a Triinu Kivilaan, la nueva integrante del grupo. Triinu logró encajar bien con las demás chicas, pareciendo mucho mayor que los 15 años que tenía y silenciando las críticas que sostenían que parecería mucho más joven al lado de mujeres cinco años mayores. De hecho, fue la gran similitud en la apariencia física con Maarja Kivi, la decisión que motivó que Triinu fuese su reemplazante, y así poder atenuar el cambio.
"When the Indians Cry" era una balada, tranquila y melosa, distinta de todos los demás temas que eran claramente mid tempo. El sencillo demostró ser un éxito alcanzando el puesto #8 en las listas alemanas en septiembre de 2004, #7 en Austria y #27 en Suiza (que no había reaccionado de la manera esperada a la elección para su participación en Eurovision 2005).
Gracias a este tema, Vanilla Ninja logró ingresar en la radiofórmula alemana, obteniendo mucha repercusión en el popular canal de TV "VIVA Music Video Channel" y consiguiendo un lugar entre las grandes bandas en Alemania.
El sencillo que prosiguió al exitoso "When the Indians Cry" fue "Blue Tattoo" (video filmado en Islandia y que causó una fiebre intensa en Piret debido al frío que hacía en el país y la escasa ropa que las integrantes tenían), un tema completamente nuevo que formaría parte de su tercer álbum. "Blue Tattoo" logró entrar en el top10 alemán, el top20 austríaco y el top30 suizo.

### El tercer álbum
Después del éxito obtenido por el sencillo "Blue Tattoo" en noviembre y diciembre de 2004, Vanilla Ninja decidió ir de gira por Asia durante los siguientes tres meses. El 2004 había comenzado con el gran objetivo de "conquistar el mundo", y el tour por Asia resultó ser una gran contribución al objetivo, dándole a la banda nuevos fanes en países como Japón, China, Malasia y Tailandia.
El grupo consiguió un lugar de protagonismo en el show especial de 2004 "Your Stars for Christmas" organizado por VIVA, participando con una reversión de "When the Indians Cry" llamada "The Light of Hope" (con una nueva letra alusiva a la fecha).
En marzo de 2005, Vanilla Ninja regresó a las listas europeas con un nuevo sencillo, "I Know", que contenía un video algo polémico sobre abuso doméstico. La canción logró ser exitosa, alcanzando el puesto #13 de las listas alemanes, y el #17 en Austria. Dos semanas después salió a la luz su tercer álbum de larga duración: "Blue Tattoo" (2005), que logró ser tan exitoso como los anteriores, alcanzando el #4 en Alemania y Suiza (Debido a que este disco era el que incluía "Cool Vibes", la canción que participaría en Eurovision 2005 representando al país alpino).
"Blue Tattoo" (2005) contenía temas compuestos por las mismas integrantes de la banda y fue catalogado como su disco preferido en varias entrevistas.
Durante los tres meses que giraron por Asia, la canción para Eurovision fue creada y anunciada: "Cool Vibes". Este tema recibió una variada crítica: muchos la creían una buena canción de pop-rock, pero otros sabían que no era lo mejor que Vanilla Ninja tenía y tampoco era la mejor opción para Eurovision.cita requerida[cita requerida]
Desgraciadamente, "Cool Vibes" tuvo muchos problemas desde el comienzo. La canción fue prohibida en las listas alemanas porque el compositor, David Brandes, había manipulado las listas comprando miles de copias de los sencillos dónde había participado. "When the Indians Cry" y "Run and Hide" de Gracia (la participante alemana de Eurovision) también fueron prohibidos de las listas alemanas por las manipulaciones de Brandes. Gracia fue despedida de su compañía de discos junto con otros dos de los artistas producidos por el suizo. A pesar de la catástrofe, Vanilla Ninja salió relativamente ilesa, aunque este descubrimiento significó que el gran éxito obtenido por "When the Indians Cry" podría haber sido ilusorio por la treta de Brandes.

### Festival de la Canción de Eurovisión de 2005
Debido a la última posición que Suiza obtuvo en las semifinales de la edición 2004 en Eurovision, Vanilla Ninja debía comenzar su participación, el 19 de mayo de 2005, en la semifinal. La banda debió medirse con artistas de la talla de Wig Wam (Noruega), Luminita Anghel (Rumania) y Zdob şi Zdub (Moldavia), consiguiendo hacerse un lugar en la final. En las apuestas llegó a pagarse 10/1 en caso de que ellas ganaran Eurovision.
El show brindado por la banda en la final del 21 de mayo fue, según los críticos, no tan bueno como podría haber sido, aunque estos mismos fueron los que habían despotricado contra la canción en sícita requerida[cita requerida].
En la votación, Vanilla Ninja estuvo dentro de los puestos más altos en las primeras etapas. Su país de origen Estonia les otorgó la máxima puntuación, 12 puntos. Letonia también les concedió los 12 puntos, aunque, sorprendentemente, Alemania sólo les otorgó 4 y Austria tampoco la puntuó
A pesar de haber estado en el primer puesto durante el primer tercio del certamen, Vanilla Ninja no logró mantenerse y terminó octavo. Aun así, este resultado le permitió a Suiza obtener su mejor resultado en muchos años y la clasificación automática para la final del próximo año. Sin embargo, para el grupo fue una actuación algo decepcionante considerando su popularidad y la confianza de las apuestas por ganar el torneo.

### Post Festival de la Canción de Eurovisión, separación deBrandesy el cuarto/quinto álbum

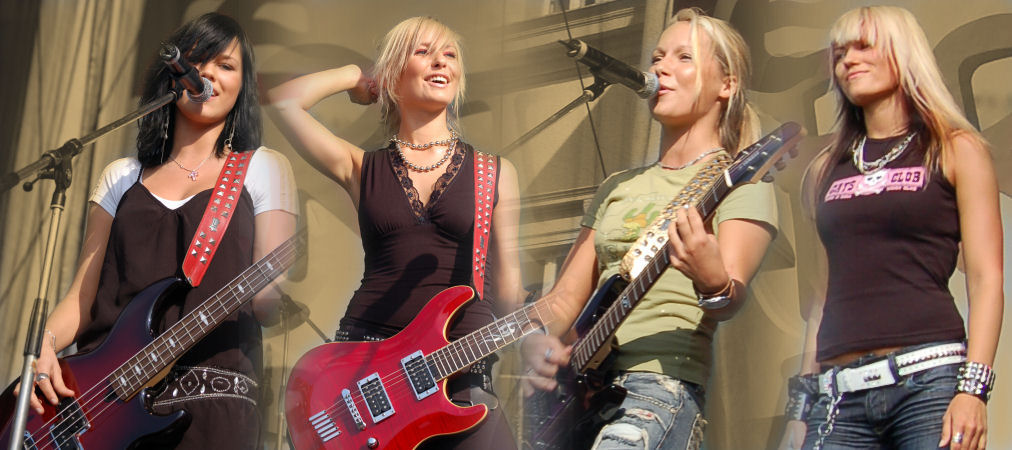
Integrantes de Vanilla Ninja del (2004 - 2005) (I-D): Triinu Kivilaan, Piret Järvis, Lenna Kuurmaa, y Katrin Siska.

El 12 de junio de 2005, Vanilla Ninja lanzó "Cool Vibes" en Suiza. El sencillo alcanzó el número 17 de las listas de éxitos, aunque no pudo lograr el top10. Aun así, "Cool Vibes" es el mayor éxito de la banda en Suiza, probablemente por haber sido su representación en Eurovision. El sencillo no se editó en Alemania hasta el 2 de julio debido a la prohibición que yacía sobre la banda desde abril de 2005 por la manipulación de Brandes. "Cool Vibes" sólo alcanzó el puesto 42 y el 70 en Austria.
En una entrevista para Baltic Times, realizada en mayo de 2005, la banda afirmó que intentarían distanciarse del género Pop. Piret Järvis dijo que el grupo "empezó con una onda pop-rock" pero que se iría tornando más fuerte y más cercana al rock que al pop.
Al lanzamiento del sencillo “Cool Vibes” le siguió una gira por Alemania y Suiza. Vanilla Ninja firmó entonces, un contrato de management con la empresa Stage Division.
Después de la discutible mala performance de "Cool Vibes", el grupo dejó de lanzar sencillos de su álbum "Blue Tattoo" (2005) y se concentró en las responsabilidades inherentes a los tours. Para la segunda mitad del 2005, se evidenció que el grupo estaba teniendo problemas con su sello discográfico, Bros Music, y con su productor David Brandes. Desde que dejaron la discográfica TopTEN, Vanilla Ninja sufrió de muchos problemas con el escándalo de la masiva compra de Brandes que llevó a que Bros Music fuera expulsada del Sony BMG Music Entertainment Group. La tensión fue en aumento hacia el final de 2005 cuando la banda decidió terminar su relación con Brandes y Bros Music, firmando contrato con Capitol Music (pequeña discográfica dentro de EMI) en enero de 2006.
El 10 de diciembre de 2005, Vanilla Ninja otorgó un gran concierto en Estonia, “Tallinn – Concert” donde se confirmaron los rumores sobre un nuevo larga duración, cuando la banda tocó dos temas completamente nuevos.
De acuerdo con sucesivos comentarios de prensa, Vanilla Ninja terminó el contrato de mala forma con Brandes y Bros Music y ahora su relación es "hostil", y cualquier afiliación futura con su primer mánager es muy improbable. Brandes mismo ha declarado que la carrera de Vanilla Ninja "había terminado" y que su nueva compañía era "amateur".
En este período de transición, Vanilla Ninja comenzó sus trabajos en lo que sería su cuarto larga duración. Sin embargo, Bros Music, se les adelantó y lanzó al mercado un noveno sencillo "Megamix", en diciembre de 2005 junto con un álbum de greatest hits llamado "Best Of" (2005). Según las integrantes de la banda, ellas nunca fueron consultadas sobre estos lanzamientos, y hasta Piret les pidió a los fanes que no compraran ninguno de los discos. Este último detalle, junto con una pésima campaña publicitaria por parte de Bros Music, hizo que tanto el sencillo como el álbum fueran un fracaso total. Todavía más, debido a la pérdida de los derechos sobre Vanilla Ninja, el álbum estaba repleto de fotos de 2004 donde Maarja Kivi era todavía su cantante.
Poco tiempo después de este disco no-autorizado, Vanilla Ninja anunció que Triinu Kivilaan no formaría más parte de la banda. Lenna, Katrin y Piret continuarían como un trío. Según Vanilla Ninja, Triinu se separó por el estrés que le causaba la banda y para dedicarle más tiempo a sus estudios. Sin embargo, algunos rumores se hicieron eco, diciendo que ella se había distanciado por su falta de oficio como vocalista, o hasta por una pelea con las demás integrantes de Vanilla Ninja. Otros rumores sostenían que Maarja Kivi volvería al grupo. Pero todo esto fue infundado y parece que el grupo no añadirá a ninguna otra integrante.
En abril de 2006, después de casi un año, Vanilla Ninja lanzó el sencillo "Dangerzone", un tema que mantenía la esencia del estilo de los lanzamientos anteriores, pero que dejaba entrever un costado más pesado. El sencillo fue lanzado el 7 de mayo de 2006 en Suiza, alcanzando el puesto 18. En Alemania sólo fue un puesto más alto, y en Austria llegó hasta el 23. Estos eran buenos indicios de que Vanilla Ninja, a pesar de los problemas recientes, estaba en condiciones de retener el éxito logrado con Traces of Sadness (2004) y Blue Tattoo (2005).
En agosto de 2006, se editó el sencillo "Rockstarz" y se confirmó la separación de Vanilla Ninja con Stage Division y Capitol Music debido a que ambos se negaban a editar un nuevo sencillo. Participaron en la competencia internacional del Festival de Viña del Mar 2008, donde representaron a su país Estonia, ganando la gaviota de plata y 10 mil dólares como mejor intérprete.
El grupo Estonio Vanilla Ninja ha grabado recientemente una canción de Per Gessle (Roxette). La canción titulada “Crashing Through The Doors,” formara parte del próximo disco del grupo y verá la luz en mayo de 2008. Originalmente, la canción apareció en el álbum multiventas de Gessle "Mazarin" editado en 2003.
La popularidad de Vanilla Ninja ha logrado incluso que se fabricaran sus propias marcas de helado y "kohuke" (un caramelo hecho de leche) gracias a su estatus de celebridad en su país nativo.
En la final del Festival Internacional de la Canción de Viña del Mar 2008 obtuvieron el premio a Mejor Intérprete.

## Integrantes

### Formación actual
- Lenna Kuurmaa - vocal, guitarra (2002 - 2008, 2019 - actualmente)
- Piret Järvis - vocal de apoyo, guitarra (2002 - 2008, 2019 - actualmente)
- Kerli Kivilaan - ? (2022 - actualmente)

### Exintegrantes
- Katrin Siska - vocal de apoyo, teclados (2002 - 2008)
- Maarja Kivi "Marya Roxx" - vocal, bajo (2002 - 2004)
- Triinu Kivilaan - vocal de apoyo, bajo (2004 - 2005)

Vanilla Ninja estaba inicialmente compuesto por Maarja Kivi (vocal y bajo), Lenna Kuurmaa (vocal y guitarra), Katrin Siska (vocal de apoyo y teclados) y Piret Järvis (vocal de apoyo y guitarra). 
En 2004 Maarja Kivi dejó el grupo y fue reemplazada por Triinu Kivilaan (vocal de apoyo y bajo). Finalmente, en diciembre de 2005, Triinu Kivilaan también dejó el grupo para empezar su carrera solista y terminar la escuela. Desde entonces, Vanilla Ninja continuó como un trío.
En el regreso de la formación de Vanilla Ninja recientemente en el 2019 únicamente regresaron las integrantes Lenna Kuurmaa y Piret Järvis de la formación original y se incluyó una nueva integrante Kerli Kivilaan.

## Discografía

### Álbumes de estudio
- 2003: "Vanilla Ninja" (TopTen)
- 2004: "Traces of Sadness" (Bros Music)
- 2005: "Blue Tattoo" (Bros Music)
- 2006: "Love is War" (EMI Records, Capitol Records)
- 2021: "Encore" (Bros Music)

## Galería

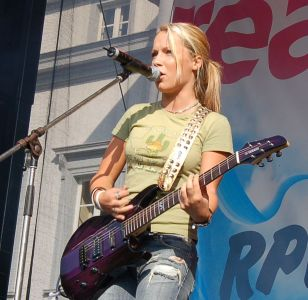
Lenna Kuurmaa
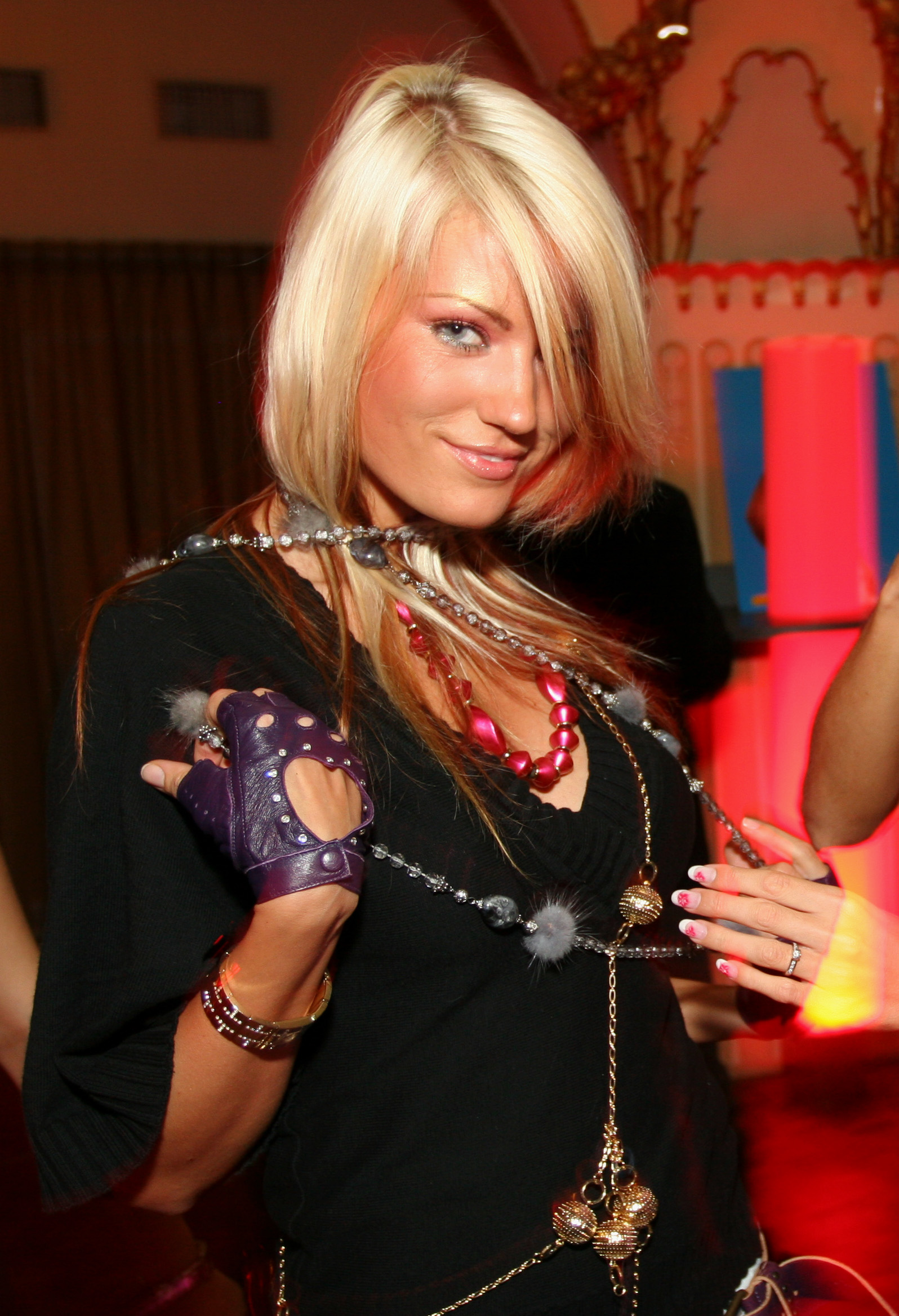
Katrin Siska (ex-integrante)
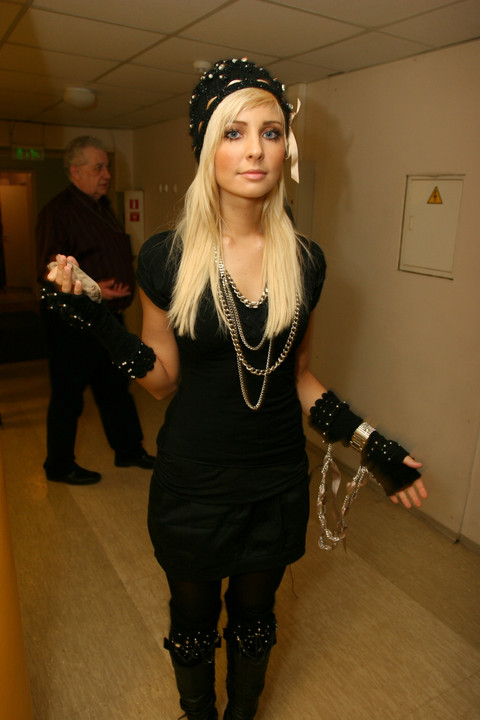
Piret Järvis
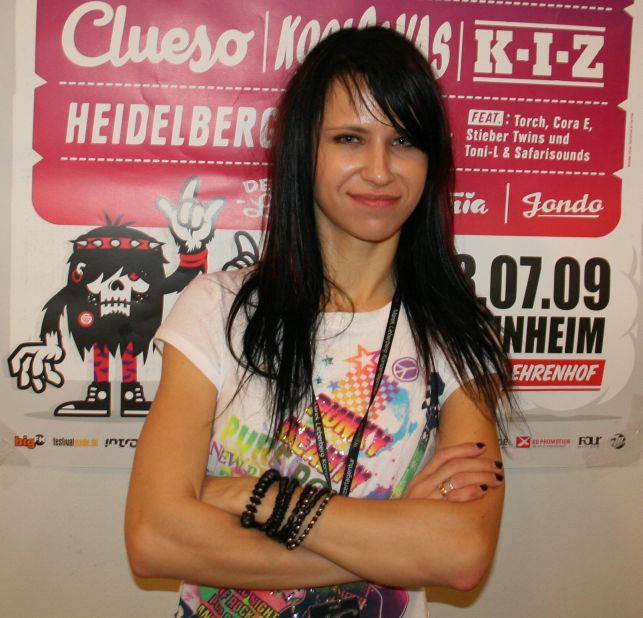
Maarja Kivi (ex-integrante)
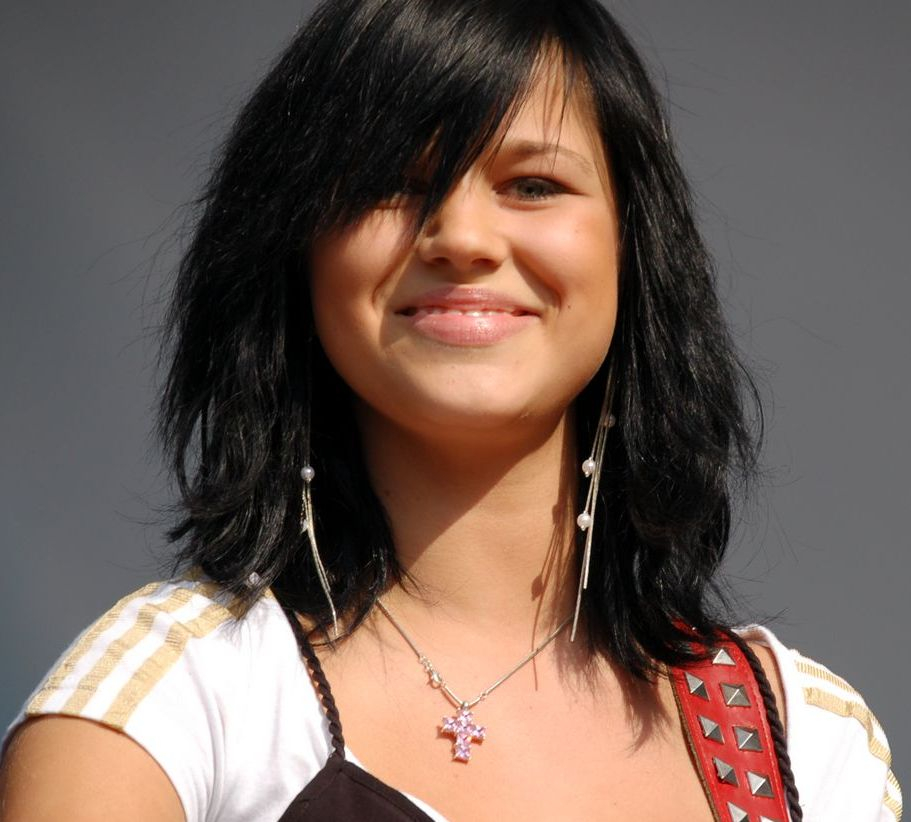
Triinu Kivilaan (ex-integrante)